# Capensibufo rosei
Capensibufo rosei es una especie de anfibios de la familia Bufonidae.
Es endémica de Sudáfrica.
Su hábitat natural incluye vegetación arbustiva de clima mediterráneo y marismas intermitentes de agua dulce.
Está amenazada de extinción.